# ドラム (潜水艦)
ドラム (USS Drum, SS-228) は、アメリカ海軍の潜水艦。ガトー級。艦名はドラミング音を発するニベ科の魚類数種に因む。ガトー級潜水艦の中で最も早く竣工しかつ真珠湾攻撃前に竣工した唯一の艦であり、同級の実質的な「一番艦」である。
現在、アラバマ州モービルの戦艦記念公園において、博物館船として戦艦「アラバマ」と共に公開されている。

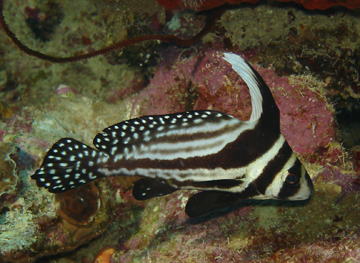
スポッテッド・ドラム（Spotted drum）

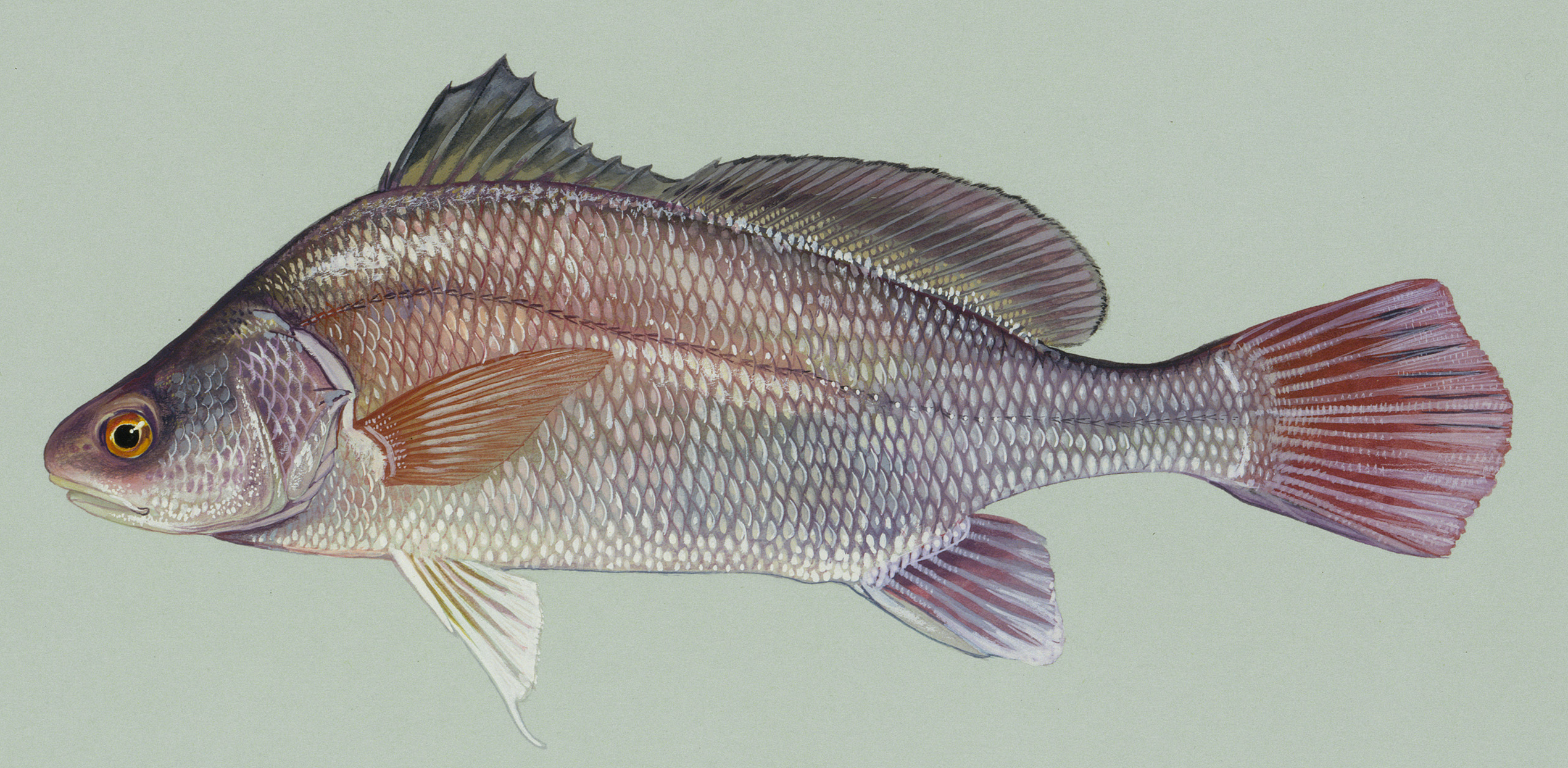
淡水イシモチ（Freshwater drum）

## 艦歴
「ドラム」は1940年9月11日にメイン州キタリーのポーツマス海軍工廠で起工する。1941年5月12日にトーマス・ホルコム夫人によって進水し、ロバート・H・ライス艦長（アナポリス1927年組）の指揮下、1941年11月1日に就役した。1942年になって真珠湾に回航され、4月に一度ミッドウェー島への航海を実施し、真珠湾に戻ってきた。

### 第1、第2の哨戒 1942年4月 - 9月

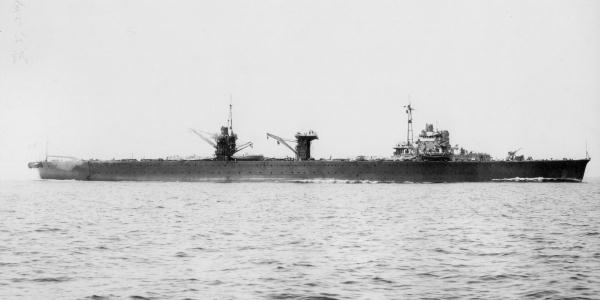
水上機母艦「瑞穂」（1940年）

4月17日、「ドラム」は最初の哨戒で日本近海に向かった。5月1日23時20分、御前崎沖の遠州灘で中型艦船に対して魚雷を2本発射し、1本が命中。続いて駆逐艦と思しき艦艇に対しても魚雷を1本発射したが命中せず、間を置いて魚雷を3本発射したが、これも命中しなかった。この被雷した「中型艦船」は、MI作戦に参加予定の水上機母艦「瑞穂」であり、「瑞穂」は翌2日4時16分に沈没した。救援にかけつけた重巡「高雄」と「摩耶」が爆雷投下と救助をおこなう。
第6駆逐隊が「摩耶」などを護衛、第9駆逐隊（朝雲、峯雲、夏雲）、駆逐艦「朧」などが、基地航空隊や防備部隊と協同で対潜掃討を行った。「瑞穂」の沈没は、第二次世界大戦における日本海軍の菊花紋章を掲げた軍艦の喪失第一号であった。
続く5月9日には、北緯34度10分 東経136度30分 / 北緯34.167度 東経136.500度の潮岬近海で輸送船「西寧丸」（大連汽船、4,916トン）に対して魚雷を4本発射し、実際には1本も命中しなかったものの、「ドラム」は撃沈を報じた。5月13日には、北緯34度40分 東経139度14分 / 北緯34.667度 東経139.233度の神子元島70度12海里の地点で、石炭を搭載して秦皇島から川崎に向かっていた輸送船「昭南丸」（拿捕船/川崎汽船委託、5,356トン/旧英船ベン･ネヴィス）を撃沈。5月25日にも野島崎沖で室蘭に向かっていた輸送船「喜多方丸」（栗林商船、2,380トン）を撃沈した。5月28日にも北緯35度40分 東経141度05分 / 北緯35.667度 東経141.083度の犬吠埼沖で特設巡洋艦「粟田丸」（日本郵船、7,397トン）に対して魚雷を5本発射したが、全て回避された。帰途にはミッドウェー海戦に参加し、ミッドウェー島のはるか西方で哨戒を行った。6月12日、56日間の行動を終えて真珠湾に帰投した。
7月10日、「ドラム」は2回目の哨戒でトラック諸島方面に向かった。この哨戒ではトラック諸島在泊の日本艦艇の行動監視と、トラック諸島とラバウルおよびカビエン間の交通路を遮断する任務に就いた。7月22日午前にはポンペイ島近海で病院船「高砂丸」（大阪商船、9,315トン）を発見。夕方に入り北緯07度05分 東経158度23分 / 北緯7.083度 東経158.383度の地点で輸送船を発見し、魚雷を2本発射したが命中しなかった。8月6日に北緯06度53分 東経152度04分 / 北緯6.883度 東経152.067度の地点で輸送船に対して魚雷を3本発射して1本が命中と判断され、4,000トン級輸送船撃破と評価された。8月17日にも南緯02度48分 東経150度36分 / 南緯2.800度 東経150.600度のステフェン海峡南口付近で神風型駆逐艦と思しき艦艇に対して魚雷を3本発射したものの命中せず、爆雷攻撃によりアンテナ機器が破損した。結局、54日間行動して戦果は無かった。9月2日、54日間の行動を終えてミッドウェー島に帰投した。

### 第3、第4の哨戒 1942年9月 - 1943年1月
9月23日、「ドラム」は3回目での哨戒では日本近海に向かった。10月7日、「ドラム」は横浜港へ向かう日英交換船「鎌倉丸」（日本郵船、17,498トン）を確認した。翌10月8日10時15分には、北緯34度06分 東経136度22分 / 北緯34.100度 東経136.367度の尾鷲沖で5隻の貨物船からなる門司行きの船団を発見。「ドラム」は船団の左側から攻撃し、輸送船「へいぐ丸」（大阪商船、5,641トン）に魚雷3本を命中させて撃沈した。翌10月9日には北緯33度27分 東経136度01分 / 北緯33.450度 東経136.017度の勝浦沖で輸送船「八幡山丸」（鶴丸汽船、2,461トン）を撃沈。10月13日にも北緯35度06分 東経140度23分 / 北緯35.100度 東経140.383度の地点で5,000トン級輸送船に対して魚雷を3本発射するが、直後に爆雷攻撃を受ける。10月20日には北緯34度09分 東経136度46分 / 北緯34.150度 東経136.767度の大王崎沖で輸送船「隆南丸」（松本正一、5,106トン）を撃沈した。10月25日も北緯34度16分 東経136度58分 / 北緯34.267度 東経136.967度の地点で中型輸送船に対して魚雷を2本発射したが命中せず、2日後の10月27日にも北緯35度05分 東経140度11分 / 北緯35.083度 東経140.183度の地点で6,700トン級大型輸送船に対して魚雷を二度ずつ計4本発射。11月8日、46日間の行動を終えて真珠湾に帰投。艦長がバーナード・F・マクマホン少佐（アナポリス1931年組）に代わり、次の哨戒までに SJレーダーが装備された。
11月29日、「ドラム」は4回目の哨戒で日本近海に向かった。この哨戒では、豊後水道に機雷を敷設する任務を命じられた。その途中の12月12日、「ドラム」は北緯32度04分 東経142度30分 / 北緯32.067度 東経142.500度の八丈島の東海上で、約2週間前に潜水母艦から航空母艦への改造工事を終え竣工したばかりで、駆逐艦「時津風」の護衛を受けトラック諸島に日本陸軍の九九式双発軽爆撃機を輸送する途中の軽空母「龍鳳」を発見する。「龍鳳」と「冲鷹」には白城子教導飛行団司令部と飛行第四十五戦隊、飛行二百八戦隊が分乗しており、このうち「龍鳳」は司令部と飛行第四十五戦隊を乗せ、前日に横須賀を出撃したものであった。「ドラム」は前部発射管のうち4つを開き、「龍鳳」に向けて発射。うち1本が右舷艦橋下に命中した。便乗中の航空部隊関係者に、多数の戦死者や行方不明者が出た。「龍鳳」は応援の駆逐艦「旗風」などの協力を得て、辛うじて横須賀に引き返すことが出来た。
その後「ドラム」は12月16日夜に沖の島沖で水雷艇「鳩」の攻撃を受ける。翌17日に推定位置北緯32度49分 東経132度13分 / 北緯32.817度 東経132.217度の豊後水道に予定通り機雷を敷設したが、12月20日深夜には都井岬沖で敷設艇「怒和島」に発見され、攻撃された。1943年1月5日夜には再び沖の島沖で敷設艇「夏島」に護衛された特設運送船「千山丸」（大連汽船、2,775トン）をタンカーと思って攻撃したものの、取り逃がした。1月13日にも北緯31度26分 東経142度39分 / 北緯31.433度 東経142.650度の地点で4,000トン級輸送船に対して魚雷を3本発射したが、鋭いスクリュー音を探知したため確認を行わず、その約20分後には全ての音源が消え去っていた。1月24日、56日間の行動を終えて真珠湾に帰投。その後、3月11日まで真珠湾でオーバーホールに入った。

### 第5、第6の哨戒 1943年3月 - 7月

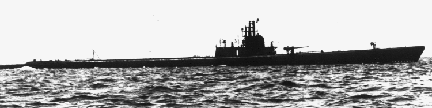
備砲を4インチ砲に換装後の「ドラム」

3月24日、「ドラムは」5回目の哨戒でビスマルク諸島方面に向かった。4月3日にナウル島の写真偵察を実施。4月9日、北緯00度32分 東経150度05分 / 北緯0.533度 東経150.083度のラバウル沖で4隻の中型輸送船と1隻の護衛艦からなる輸送船団を発見し、魚雷を3本発射。魚雷は1本が輸送船に命中してこれを撃沈した。撃沈後、反響音がなくなるのを確認して浮上して周囲を捜索。すると、1艘の救命ボートを発見し、生存者を救助して尋問した所、船の名を「OYAMA-MARU TOKYO」、すなわち陸軍輸送船「雄山丸」（馬場商事、3,809トン）であると答えた。尋問後、救命ボートに20ミリ機銃弾240発を打ち込んで沈めた。間もなく別の輸送船団を北緯01度19分 東経150度04分 / 北緯1.317度 東経150.067度の位置に探知し、翌4月10日未明に船団最後尾の輸送船に対して魚雷を3本発射。この攻撃で5,000トン級輸送船を撃沈したと判断され、やがて輸送船団はどこかに去っていった。4月14日には北緯01度29分 東経148度28分 / 北緯1.483度 東経148.467度の地点で4つの目標を探知し、やがてその中には小型輸送船がいることがわかる。「ドラム」は時間をかけて先回りして輸送船団を待ち伏せ、夕刻にやっと攻撃態勢に入ることが出来たが、折り悪く哨戒機を発見して深海に潜航せざるを得なかった。しかし、この哨戒機は爆弾を投下せず、その理由として哨戒機は目標を撃沈したと思い込んだのか、味方と間違えたか、浮上してくるのを待っているか、いずれかだろうと考えられた。夜半に浮上したが、周辺には何もなかった。4月18日には北緯01度55分 東経148度24分 / 北緯1.917度 東経148.400度のビスマルク諸島沖で特設運送船（給兵）「日春丸」（日産汽船、6,380トン）を発見し、魚雷を4本発射して2本命中させ、同船は航行不能となる。続いて魚雷を2本発射するも命中せず、三度目の攻撃で魚雷を2本発射し、ようやく「日春丸」を撃沈した。5月13日、47日間の行動を終えてブリスベンに帰投した。
6月7日、「ドラム」は6回目の哨戒でビスマルク諸島方面に向かった。6月17日、南緯02度03分 東経153度44分 / 南緯2.050度 東経153.733度の地点でレーダーにより3つの目標、駆逐艦「朝凪」に護衛された第1142船団を探知し、やがて、その姿を確認する。「ドラム」は魚雷を4本発射し、うち3本が特設運送船「妙高丸」（板谷商船、5,086トン）に命中してこれを撃沈した。しかし、この哨戒で挙げた戦果は「妙高丸」撃沈のみであった。7月7日から8日にかけては北緯00度37分 東経148度13分 / 北緯0.617度 東経148.217度の地点で目標を探知するが、その目標とは病院船だった。7月14日には南緯01度24分 東経147度59分 / 南緯1.400度 東経147.983度の地点で4隻の輸送船団を発見するが、攻撃には至らなかった。7月26日、51日間の行動を終えてブリスベンに帰投した。

### 第7、第8の哨戒 1943年8月 - 12月
8月16日、「ドラム」は7回目の哨戒でビスマルク諸島およびニューギニア方面に向かった。8月27日午後、南緯01度49分 東経149度37分 / 南緯1.817度 東経149.617度の地点で輸送船団からのものと思しき煙を発見し、日が暮れてからの浮上攻撃に決する。日付が8月28日に変わってのちに、浮上して魚雷を4本発射。潜航の後に魚雷を2本発射した直後に先に発射した魚雷が3本命中する音が聞こえ、この攻撃で特設運送船「山霧丸」（山下汽船、6,438トン）を撃破した。8月29日朝にも南緯01度32分 東経145度59分 / 南緯1.533度 東経145.983度の地点で輸送船に対して魚雷を3本発射したが、いずれも命中しなかった。この後、「ドラム」はニューギニア沿岸部に移る。9月8日午後、南緯02度48分 東経141度46分 / 南緯2.800度 東経141.767度の地点でパラオからウェワク行きの単独回航中の輸送船を発見し、魚雷を3本発射。魚雷は2本が輸送船「第十三博鉄丸」（西海汽船、1,334トン）に命中して同船は瞬時に沈没した。しかし、「ドラム」はジャイロコンパスに異常を来たしたため哨戒を打ち切り、9月29日から10月2日までツラギ島で応急修理を行った。10月6日、51日間の行動を終えてブリスベンに帰投。艦長がデルバート・F・ウィリアムソン少佐（アナポリス1927年組）に代わった。

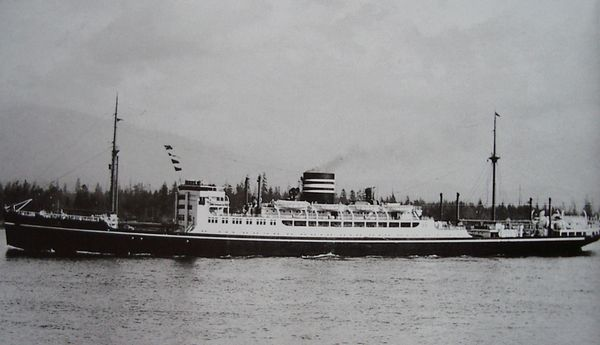
日枝丸

11月2日、「ドラム」は8回目の哨戒でビスマルク諸島およびカロリン諸島方面に向かった。11月11日、北緯00度20分 東経148度35分 / 北緯0.333度 東経148.583度の地点で3隻の大型船からなる輸送船団を発見し、魚雷を6本発射。うち2本が目標に命中したものと判断された。
11月17日昼前、「ドラム」は3条の煙を発見して潜航し、北緯01度48分 東経148度24分 / 北緯1.800度 東経148.400度のラバウル北西300海里の地点で特設運送船「日枝丸」（日本郵船、11,621トン。氷川丸級2番艦）に対して魚雷を4本発射し、1本が命中。護衛の駆潜艇2隻から爆雷で攻撃されたが、「ドラム」は逃げ切った。「日枝丸」は約4時間後に沈没し、乗組員は「名古屋丸」に救助された。
11月22日には、北緯02度53分 東経141度36分 / 北緯2.883度 東経141.600度の地点で3隻の輸送船団を発見して魚雷を4本発射。直後から爆雷攻撃に見舞われ、司令塔区画に損傷があった。「ドラム」は翌11月23日に真珠湾に針路を向けた。12月5日、34日間の行動を終えて真珠湾に帰投。司令塔の再改装工事を受けるため、メア・アイランド海軍造船所で2度目のオーバーホールに入った。オーバーホールを終えると、3月29日に真珠湾に戻った。

### 第9、第10、第11、第12、第13の哨戒 1944年4月 - 1945年4月
4月9日、「ドラム」は9回目の哨戒で小笠原諸島方面に向かった。しかし、この哨戒で攻撃の機会は一度もなかった。5月31日、50日間の行動を終えてマジュロに帰投。艦長がモーリス・H・リンズコフ少佐（アナポリス1938年組）に代わった。
6月24日、10回目の哨戒でパラオ方面に向かった。7月4日午後、ファイス島の精製所に対して4インチ砲と20ミリ機銃による艦砲射撃を行った。パラオの周囲で哨戒し、7月22日に北緯07度05分 東経131度52分 / 北緯7.083度 東経131.867度の地点で500トンから700トン程度の小型タンカーに対して魚雷を4本発射するが、命中しなかった。7月29日には北緯09度18分 東経133度20分 / 北緯9.300度 東経133.333度の地点でサンパンを浮上砲戦で撃沈し、「チョウノ・ナツモリ」と「ケイエイ・シモチ」という2人の日本人を捕虜とした。8月14日、51日間の行動を終えて真珠湾に帰投した。
9月9日、11回目の哨戒で「ソーフィッシュ (USS Sawfish, SS-276) 」および「アイスフィッシュ (USS Icefish, SS-367) 」とウルフパックを構成しフィリピン方面に向かった。途中でサイパン島に立ち寄った後、スリガオ海峡に針路を向ける。9月28日に「ガー (USS Gar, SS-206) 」と会合した後、「船団大学」ことルソン海峡に向けて移動を開始する。10月17日以降、「ドラム」らは「シャーク (USS Shark, SS-314) 」「シードラゴン (USS Seadragon, SS-194) 」「ブラックフィッシュ (USS Blackfish, SS-221) 」からなる別のウルフパックと合流した。10月22日には、北緯19度33分 東経118度52分 / 北緯19.550度 東経118.867度の地点で第二遊撃部隊（指揮官志摩清英中将）から分離行動中の第21駆逐隊と思しき3隻の初春型駆逐艦を発見した。
10月23日、「ドラム」以下のウルフパックはルソン島北端ボヘヤドール岬の西方海域でマタ30船団（通称「春風船団」）を発見する。23日17時30分の「ソーフィッシュ」による特設運送船「君川丸」（川崎汽船、6,863トン）撃沈によって攻撃が開始された。攻撃には「スヌーク (USS Snook, SS-279) 」も加わった。「ドラム」は10月23日中には攻撃を行わなかったが、日付変わって10月24日になってから攻撃圏内にマタ30船団の艦船が入ってきた。1時30分に浮上状態で艦尾発射管から魚雷を4本発射するが、いずれも命中しなかった。「スヌーク」から戦闘状況の報告を受けた後、「ドラム」は新たな攻撃位置を捜し求めるが、護衛艦が高速で走り回っており隙をうかがえない。7時頃にようやく目標を定め、約1時間後に魚雷を4本発射。魚雷は輸送船「信貴山丸」（三井船舶、4,725トン）に2本以上命中してこれを撃沈した。2日後の10月26日、「ドラム」らのウルフパックは10月26日早朝、バブヤン諸島西方でマニラに向かっていたモマ05船団を発見した。「ドラム」は北緯19度30分 東経120度44分 / 北緯19.500度 東経120.733度の地点で輸送船「大彰丸」（大阪商船、6,886トン）に向けて魚雷を発射し命中。兵士とガソリンを搭載していた同船は大爆発を起こして沈没した。次いで6時5分には北緯19度07分 東経120度42分 / 北緯19.117度 東経120.700度の地点で輸送船「大博丸」（大阪商船、6,886トン）に向けて魚雷2本を発射し命中。8時40分に爆発物を搭載していた船体前半部分が誘爆を起こし脱落した。11月8日、「ドラム」は59日間の行動を終えてマジュロに帰投。艦長がフランク・M・エディ少佐（アナポリス1937年組）に代わった。
12月7日、12回目の哨戒で東シナ海に向かった。しかし、この哨戒では12月30日に北緯29度48分 東経129度11分 / 北緯29.800度 東経129.183度の地点で、タカ406船団に対して魚雷を6本発射し命中しなかった攻撃が、哨戒唯一の戦闘であった。1945年1月17日、42日間の行動を終えてグアム島アプラ港に帰投した。
2月11日、13回目の哨戒で東シナ海に向かった。期間の後半では第58任務部隊（マーク・ミッチャー中将）に対する救助等の支援を行った。4月2日、51日間の行動を終えて真珠湾に帰投。3度目のオーバーホールで5インチ砲2基を装備し、真珠湾での訓練の後、8月9日にミッドウェー島から14回目の哨戒に備えてサイパン島に向かったが、8月15日に戦争が終わり哨戒は打ち切られた。

### 戦後・博物館船

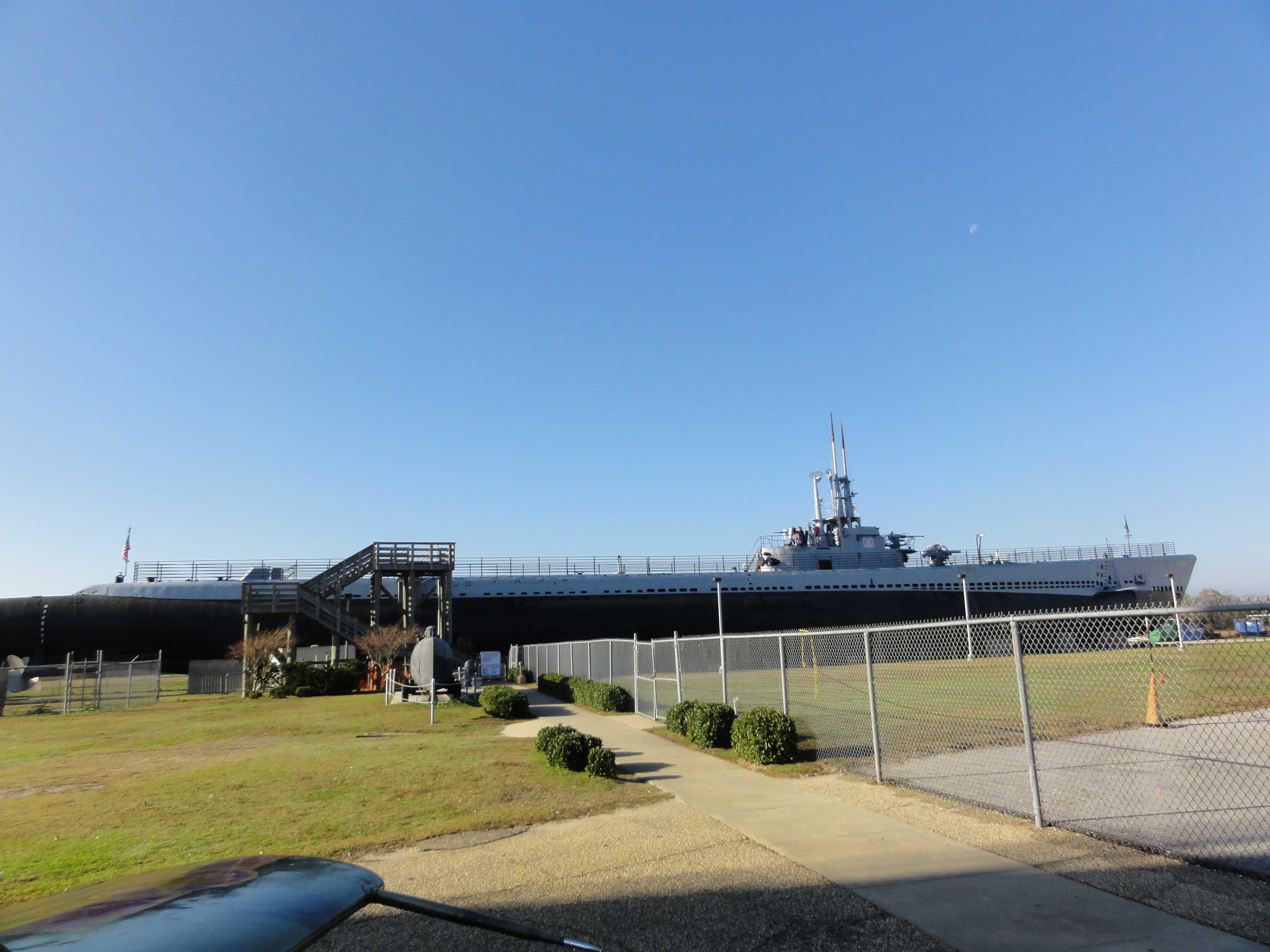
陸上展示される「ドラム」

「ドラム」はサイパン島を去り、真珠湾とパナマ運河地帯を通過してポーツマスに向かった。その後1946年2月16日に退役し、1947年3月18日からワシントンD.C.のポトマック川海軍司令部で予備役艦隊の一部として係留され、1967年まで保管された。その後は1967年から1969年までバージニア州ノーフォークの予備役艦隊で保管された後、1969年4月14日に戦艦アラバマ委員会に寄贈された。戦艦「アラバマ (USS Alabama, BB-60) 」は戦艦記念公園において、博物艦として保存・公開されていた。
「ドラム」はアラバマ州モービルに曳航され5月18日に到着し、7月4日から一般公開された。1986年にはアメリカ合衆国国家歴史登録財およびアメリカ合衆国国定歴史建造物に認定された。当初は「アラバマ」の後方に展示されたが、1998年に襲来したハリケーン・ジョージの高波によって破損したため、現在では陸上の船台の上に展示されている。2005年8月29日にはハリケーン・カトリーナが襲来し、「ドラム」は「アラバマ」同様に損害を被った。修復の上、「ドラム」の見学ツアーは2006年1月9日に再開された。
「ドラム」は13回の哨戒の内、第2回、9回、12回、13回が成功として記録された。「ドラム」は第二次世界大戦の戦功で12個の従軍星章を受章した。15隻の敵艦を沈め、総トン数は80,580トンに上る。これはアメリカ海軍の潜水艦の中で8番目の記録である。

## 創作作品への登場
- 『沈黙の戦艦、原題：Under Siege』（1992年、アンドリュー・デイヴィス監督）
  - 映画の一部が戦艦記念公園で撮影される。戦艦「ミズーリ (USS Missouri, BB-63) 」のシーンが「アラバマ」で、テロリスト集団が運用する北朝鮮潜水艦のシーンが「ドラム」で撮影された[121]。

- 『パシフィック・ウォー、原題：USS Indianapolis: Men of Courage』（2016年、マリオ・ヴァン・ピーブルズ監督）
  - 映画の一部が戦艦記念公園で撮影される。重巡「インディアナポリス (USS Indianapolis, CA-35) 」のシーンが「アラバマ」で、伊号第五十八潜水艦のシーンが「ドラム」で撮影された。